# Rabengebirge
Das Rabengebirge (polnisch: Góry Krucze; tschechisch: Vraní hory) in Polen und Tschechien ist eine kleine, in nord-südlicher Richtung verlaufende Bergkette von 15 Kilometern Länge am Westrand der Mittelsudeten. Westlich des Rabengebirges liegt das Liebauer Tor bzw. der Königshaner Pass (poln. Brama Lubawska, tschech. Lubavská brána, nach Královecké sedlo), eine in nord-südlicher Richtung verlaufende Senke (524 m ü. NN), die als Grenze zwischen den Mittelsudeten und Westsudeten gilt. Westlich des Liebauer Tors schließen sich das Rehorngebirge und das Riesengebirge und nordwestlich der Landeshuter Kamm (Rudawy Janowickie) an.

## Geografie
Das Rabengebirge zeigt im Kartenbild einen annähernd tropfenförmigen Umriss. Es ist im Süden etwas über 4 km breit und verjüngt sich nach Norden hin zu einem schmalen Rücken. Der überwiegende Teil des Rabengebirges liegt in Polen, seinen höchsten Gipfel hat es jedoch im tschechischen Anteil im Südwesten. Zu seinen Füßen liegen in Polen die Stadt Lubawka (Liebau i. Schlesien) und die Ortschaften Krzeszów (Grüssau) und Chełmsko Śląskie (Schömberg) sowie in Tschechien die Orte Královec (Königshan) und Bernartice (Bernsdorf). Die nördlichen Ausläufer des Rabengebirges werden auch Überschargebirge genannt. In Polen wird die Bergkette aufgrund ihres vulkanischen Ursprungs zusammen mit ähnlichen Bergketten in der Umgebung zum Südteil des Waldenburger Berglands gezählt.
Die höchsten Erhebungen sind der Královecký Špičák (Königshaner Spitzberg) mit 881 m n.m. und die Szeroka (Breiter Berg) mit 844 m n.m. Besonders markant ist die Krucza Skała (Rabenstein) (681 m).

## Geologie
Reliefbestimmend für das Rabengebirge sind vulkanische Gesteine, insbesondere Rhyolith, die im frühesten Perm, nahe dem Ende des Erdaltertums, aus Magma und Lava erstarrt sind. Diese Vulkangesteine repräsentieren die jüngste Phase des permokarbonen, spät- und postvariszischen Vulkanismus der Innersudetischen Senke, eines fossilen intramontanen Sedimentbeckens des Variszischen Gebirges bzw. der u. a. daraus hervorgegangenen Böhmischen Masse. Das Rabengebirge liegt am nordwestlichen Ende der Innersudetischen Senke in der sogenannten Krzeszów-Brachysynklinalen. Die Vulkangesteine befinden sich nach tschechischer Lithostratigraphie im höheren Teil der Nowa-Ruda-Subformation der Broumov-Formation, nach polnischer Lithostratigraphie zwischen Słupiec-Formation und Radków-Formation (polnisches Rotliegend). Die Mächtigkeit der Vulkanit-Abfolge beträgt bis zu 700 m im Süden (speziell westlich von Chełmsko Śląskie) und mindestens 200 m im Norden des Rabengebirges. In der Region westlich von Chełmsko Śląskie wird daher auch der Hauptschlot des frühpermzeitlichen Vulkans vermutet. Nordöstlich außerhalb des Rabengebirges bei Czarny Bór beträgt die Mächtigkeit der Vulkanite noch 50 m.

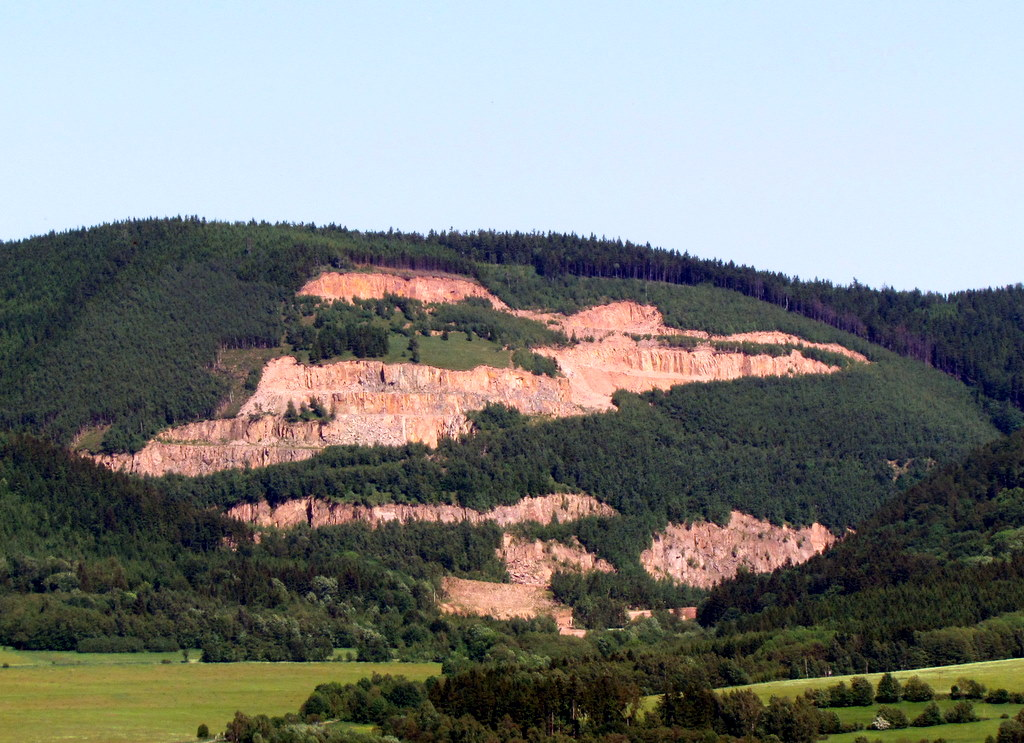
Rhyolith-Großsteinbruch bei Königshan (Královec)

Ein bedeutender Aufschluss der Vulkangesteine des Rabengebirges findet sich auf tschechischer Seite in Form eines Großsteinbruchs am Westhang des nördlichen Nachbarberges des Königshaner Spitzbergs (Královecký Špičák). Der dort (⊙) anstehende, von Trachydacit-/Trachyandesit-Gängen (vgl. TAS-Diagramm) durchschlagene Alkalirhyolith ist mittels der Uran-Thorium-Methode auf ein absolutes Alter von rund 297,13 Millionen Jahren datiert worden.
Allgemein wird der Rhyolith des Rabengebirges beschrieben als überwiegend massiges, gelbliches bis rötliches, teils auch gräuliches Gestein mit feinporphyrischem bis aphanitischem Gefüge. Die nur rund 1–2 mm großen Phänokristen der porphyrischen Variante bestehen aus Plagioklasen und Alkalifeldspäten sowie Pseudomorphosen von Kaolinit und opaken Mineralen nach vermutlich Pyroxenen. Die Grundmasse besteht überwiegend aus xenomorphem Quarz und Alkalifeldspäten mit einem relativ hohen Anteil an fein verteiltem Hämatit. Die vor allem im Süden des Rabengebirges vorkommenden laminierten Rhyolithe zeigen Fließtexturen. Im oberen Teil und den randlichen Bereichen von Lavaströmen weist der Rhyolith oft verfüllte Blasenhohlräume auf (Amygdaloidgefüge, „Mandelstein“) und ist mit verschiedenen Formen von Brekzien vergesellschaftet.

## Sehenswürdigkeiten
Am Nordhang des Rabensteins, zwischen Lubawka und Chełmsko Śląskie, befindet sich das geologische Naturreservat Kruczy Kamień. Es nimmt eine Fläche von 10,21 Hektar ein, wurde 1954 ins Leben gerufen und bietet vulkanische Felswände mit Höhen von bis zu 30 Metern, Felsformationen, seltene Pflanzenarten und die so genannte Dolina Miłości („Tal der Liebe“), einen romantischen Bachgrund.